# Sikkosaari
Sikkosaari är en ö i Finland. Den ligger i sjön Ilmajärvi och i kommunen Ruokolax i den ekonomiska regionen  Imatra ekonomiska region  och landskapet Södra Karelen, i den sydöstra delen av landet, 250 km nordost om huvudstaden Helsingfors. Öns area är 0,1 hektar och dess största längd är 80 meter i sydväst-nordöstlig riktning.